# Dunmanway
Dunmanway (Dún Mánmhaí in het Iers) is een dorp met 2328 (census 2006) inwoners in het westen van Cork.
Dunmanway is de geboorteplaats van Sam Maguire. Sam Maguire was de belangrijkste Gaelic footballspeler in de 20e eeuw. De huidige Gaelic Football cup is vernoemd naar de speler. De Sam Maguire cup is een van de jaarlijkse hoogtepunten uit het Ierse sportleven.